# Wilhelm Kappelmann
Wilhelm Kappelmann (* 22. Juni 1929 in Schwaförden; † 6. November 1985) war ein deutscher Gewerkschafter.
Kappelmann war gelernter Schuhmacher. 1952 wurde er als Jugendsekretär in den Hauptvorstand der Gewerkschaft Leder berufen. 1960 wurde er deren Bezirksleiter in Westfalen, ab 1965 in Nordrhein-Westfalen. 1974 wechselte er als Kassierer in den Geschäftsführenden Hauptvorstand. 1980 wurde er in den Hauptvorstand der Gewerkschaft Leder berufen, zunächst als zweiter Vorsitzender. 1983 wurde er schließlich zum Vorsitzenden gewählt, dieses Amt hatte er bis zu seinem Tod inne.